# 멘티르 파라 비비르
《멘티르 파라 비비르》(스페인어: Mentir para vivir)은 2013년 방영된 멕시코의 텔레노벨라이다.